# Пестерев, Лев Васильевич
Лев Васильевич Пестерев (10 февраля 1929 — 1 марта 1973) — передовик советского сельского хозяйства, тракторист колхоза «Свобода» Завьяловского района Удмуртской АССР, Герой Социалистического Труда (1966).

## Биография
Родился в 1929 году в селе Бабино Завьяловского района Удмуртской АССР, в удмуртской крестьянской семье. В 1943 году работать пошёл в колхоз «Коммунист» Завьяловского района в возрасте 14-ти лет. Помогал стране производить продукцию сельского хозяйства для фронта для Победы.
В 1949 году обучился в школе трактористов, дальнейшая судьба связана с этой профессией. С 1950 года по 1953 год служил в рядах Советской Армии. После демобилизации вернулся работать в колхоз трактористом. В 1958 году работает в колхозе «Свобода».
Пестерев благодаря своим профессиональным навыкам всегда имел одни из лучших результатов в производстве. В 1963 году он на тракторе Т-74 обработал 1908 гектаров пашни, а в 1965 году — 2038 гектаров. В этом же году на площади 196 гектаров он получил по 20 центнеров с гектара урожая зерновых. Это был один из самых высоких показателей в Удмуртии.
Указом Президиума Верховного Совета СССР от 23 июня 1966 года за успехи в деле развития сельского хозяйства и получение высоких показателей по производству продуктов сельского хозяйства Льву Васильевичу Пестереву было присвоено звание Героя Социалистического Труда с вручением ордена Ленина и медали «Серп и Молот».
Продолжал работать в колхозе. Был ударником коммунистического труда. Избирался депутатом Бабинского сельского Совета.
Жил в селе Бабино. Умер 1 марта 1973 года, похоронен на сельском кладбище.

## Награды
За трудовые заслуги был удостоен:
- золотая звезда «Серп и Молот» (23.06.1966)
- орден Ленина (23.06.1966)
- другие медали.